# Phyllocnema kenyensis
Phyllocnema kenyensis là một loài bọ cánh cứng trong họ Cerambycidae.